# One Sweet Day
A One Sweet Day Mariah Carey amerikai énekesnő második kislemeze hatodik, Daydream című albumáról. A dalt Carey együtt írta régi dalszerzőtársával, Walter Afanasieff-fel, valamint a Boyz II Men együttes tagjaival, akikkel együtt énekli. A dal tartja az amerikai Billboard Hot 100 slágerlista rekordját mint a leghosszabb ideig listavezető dal (16 hétig). Az Egyesült Államokban ez a legsikeresebb olyan kislemez, melyet nem jótékonysági céllal jelentettek meg.
A One Sweet Dayt David Cole halála ihlette, akivel Carey több albumán is együtt dolgozott. A dalban Carey és a Boyz II Men barátaik haláláról énekelnek, és arról, hogy egy szép napon újra együtt lesznek.

## Fogadtatása
A Billboard-lista tekintetében mind Careynek, mind a Boyz II Mennek ez a legsikeresebb száma. Ez lett Carey tizedik és a Boyz II Men ötödik listavezető száma, és rekordnak számító tizenhat héten át állt az első helyen, 1995. november 26-ától 1996. március 16-áig. Korábban a Boyz II Men kétszer is tartotta ezt a rekordot, 1992-ben End of the Road című számuk tizenhárom, 1994-ben az I’ll Make Love to You tizennégy hetet töltött az első helyen. (Második alkalommal egy másik dallal osztozott a rekordvezető címén: Whitney Houston I Will Always Love You című számával.) A One Sweet Day Whitney Houston Exhale (Shoop Shoop) című számát váltotta a lista első helyén, márciusban pedig Celine Dion Because You Loved Me-je szorította le az első helyről.
A dal a Billboard első helyén nyitott, ezzel Carey lett az első előadó, akinek két dala is a lista első helyén nyitott (a másik az előző kislemez, a Fantasy volt), és az egyetlen előadó, akinek két egymást követő száma érte ezt el. A dal negyven hetet töltött a Top 40-ben, és kétszeres platinalemez lett az Egyesült Államokban; az év végi összesített listán a 2. lett.
Külföldön nem aratott akkora sikert, mint Carey korábbi számai. Új-Zélandon vezette a slágerlistát, de több országban is bekerült a Top 10-be: az Egyesült Királyságban, Franciaországban, Ausztráliában és Kanadában. Európa nagy részén nem volt annyira sikeres, mint a Fantasy. A Boyz II Mennek azonban ez volt a legnagyobb sikeres az Egyesült Államokon kívül az End of the Road óta, és 2001-ben megjelent válogatásalbumukra, a Legacy: The Greatest Hits Collectionre is felkerült.
A Fülöp-szigeteken ez lett Carey legnagyobb slágere, rekordnak számító 14 hétig vezette a slágerlistát. Az MTV Asia Hitlist listáját szintén rekordnak számító 11 hétig vezette. Az első rekordot máig tartja a dal az országban, a másodikat 2005-ben újra Carey döntötte meg, a We Belong Togetherrel.
A One Sweet Dayt 1996-ban Grammy-díjra jelölték az év felvétele és a legjobb pop együttműködés kategóriákban. Carey és a Boyz II Men előadták a dalt a díjkiosztón. A dal egyik díjat sem nyerte el, másnap azonban bejelentették, hogy megdöntötte Whitney Houston rekordját a Billboard legtovább listavezető számaként.

## Videóklip és remixek
A dal videóklipjét Larry Jordan rendezte, benne Careyt és a Boyz II Ment mutatják, amint megírják és felveszik a dalt a stúdióban. Azért a stúdióban, a felvételek közben készült a videó, mert sem az együttesnek, sem az énekesnőnek nem sikerült időt szakítania egy klipforgatásra.
A dalnak kevés remixe van, az egyik, a Chucky’s Remix, melynek a producere Chuck Thompson, kissé R&B-sebb hangzású. A dal a cappella változatában, a Sweet a cappella címűben kissé mások a vokálok, és van egy intrója, melynek dallama később is felbukkan a dalban.

## Változatok
CD maxi kislemez (USA)
1. One Sweet Day (Album version)
2. One Sweet Day (Sweet A Cappella)
3. One Sweet Day (A Cappella)
4. One Sweet Day (Chucky's Remix)
5. One Sweet Day (Live version)
6. Fantasy (Def Drums Mix)

CD maxi kislemez (Egyesült Királyság)
1. One Sweet Day (Album version)
2. Fantasy (Def Drums Mix)
3. Joy to the World (Celebration Mix)
4. Joy to the World (Club Mix)

## Helyezések
| Slágerlista (1995)                             | Legmagasabb helyezés | Hányadik listavezető         |
| ---------------------------------------------- | -------------------- | ---------------------------- |
| USA Billboard Hot 100                          | 1 (16 hétig)         | 10. (Carey) 4. (Boyz II Men) |
| USA Billboard Hot R&B/Hip-Hop Singles & Tracks | 2                    | –                            |
| USA Billboard Adult Contemporary               | 1 (13 hétig)         | 6. (Carey)                   |
| USA ARC Weekly Top 40                          | 1 (11 hétig)         | 13. (Carey) 6. (Boyz II Men) |
| Ausztrál ARIA kislemezlista                    | 2                    | –                            |
| Brit kislemezlista                             | 6                    | –                            |
| Francia kislemezlista                          | 5                    | –                            |
| Japán Oricon kislemezlista                     | 87                   | –                            |
| Kanadai kislemezlista                          | 2                    | –                            |
| Német kislemezlista                            | 25                   | –                            |
| Norvég kislemezlista                           | 6                    | –                            |
| Olasz kislemezlista                            | 23                   | –                            |
| Svájci kislemezlista                           | 12                   | –                            |